# Jet Propulsion Laboratory
Il Jet Propulsion Laboratory (JPL, letteralmente laboratorio di propulsione a getto) è un centro di ricerca e sviluppo a finanziamento federale e centro della NASA, situato nel comune californiano di La Cañada Flintridge, ma con indirizzo postale a Pasadena. Il centro è di proprietà della NASA, ma è gestito dal California Institute of Technology. Il centro si occupa principalmente della progettazione, dello sviluppo e della costruzione delle sonde spaziali senza equipaggio della NASA.

## Storia

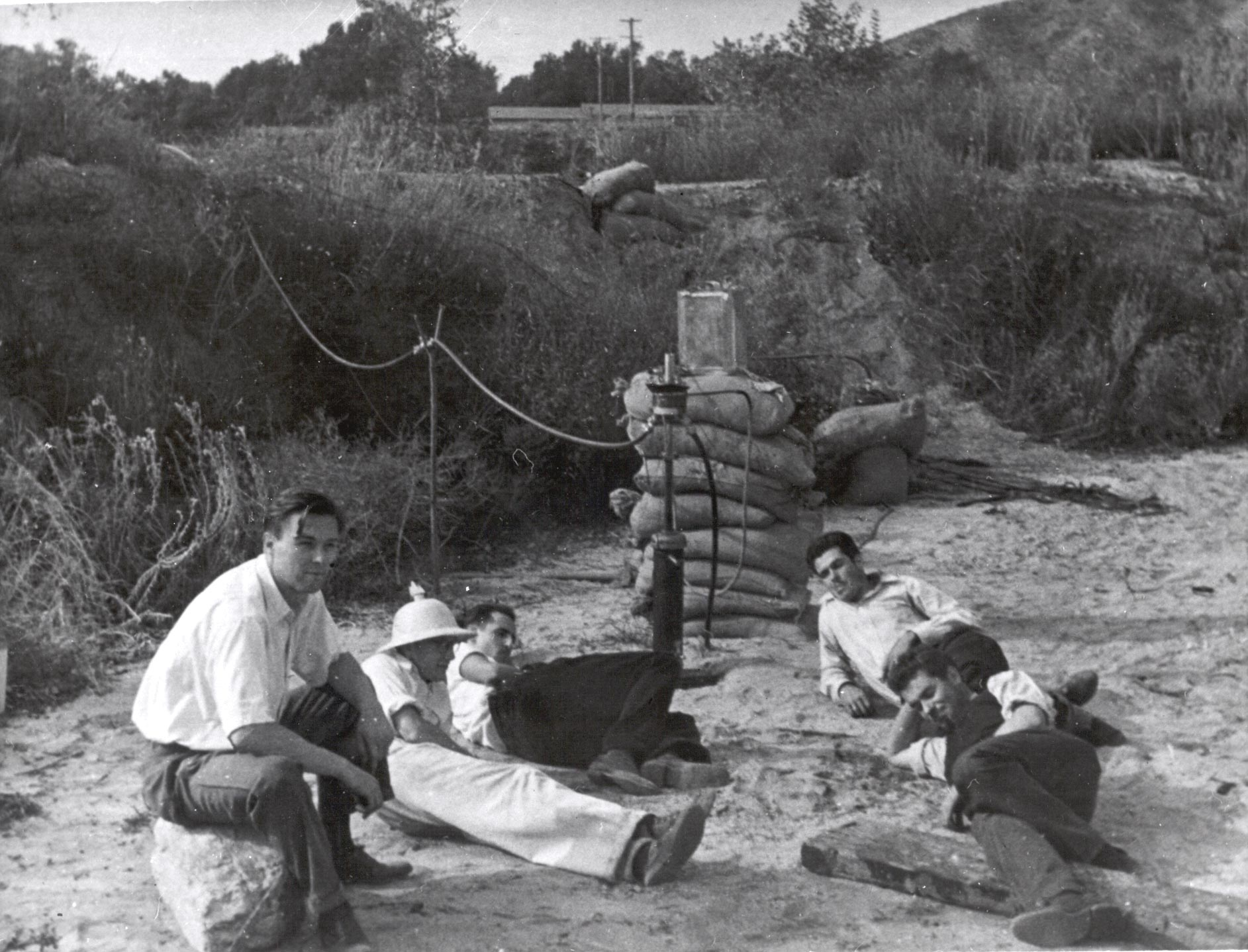
Da sinistra a destra: Rudolph Schott, Apollo Milton Olin Smith, Frank Malina, Edward Forman e Jack Parsons sul sito dell'Arroyo Seco il 15 novembre 1936.

Le origini del JPL risalgono agli anni trenta del XX secolo quando un gruppo di studenti del Guggenheim Aeronautical Laboratory del California Institute of Technology (GALCIT), sotto la supervisione del professor Theodore von Kármán, iniziarono a condurre alcuni esperimenti sulla propulsione a razzo. Nel 1936, dopo che due esperimenti condotti presso il campus universitario si erano conclusi con esplosioni, gli studenti Frank Malina, Apollo Milton Olin Smith e Qian Xuesen, affiancati da Jack Parsons e da Edward Forman, vennero mandati nell'Arroyo Seco, un canyon poco a nord di Pasadena, a continuare i loro esperimenti. Qui, il 31 ottobre 1936 il gruppo testò con successo un razzo alimentato ad alcool. Mentre il gruppo migliorava le proprie conoscenze sulla propulsione a razzo, von Kármán persuase l'esercito statunitense a investire sugli studi per dotare i velivoli di piccoli razzi per ottenere una spinta ausiliaria in caso di decollo su piste corte. L'esercito aiutò il Caltech a comprare le terre nell'Arroyo Seco e a costruirvi dei laboratori, mentre ulteriori test venivano effettuati sulla vicina base aerea.

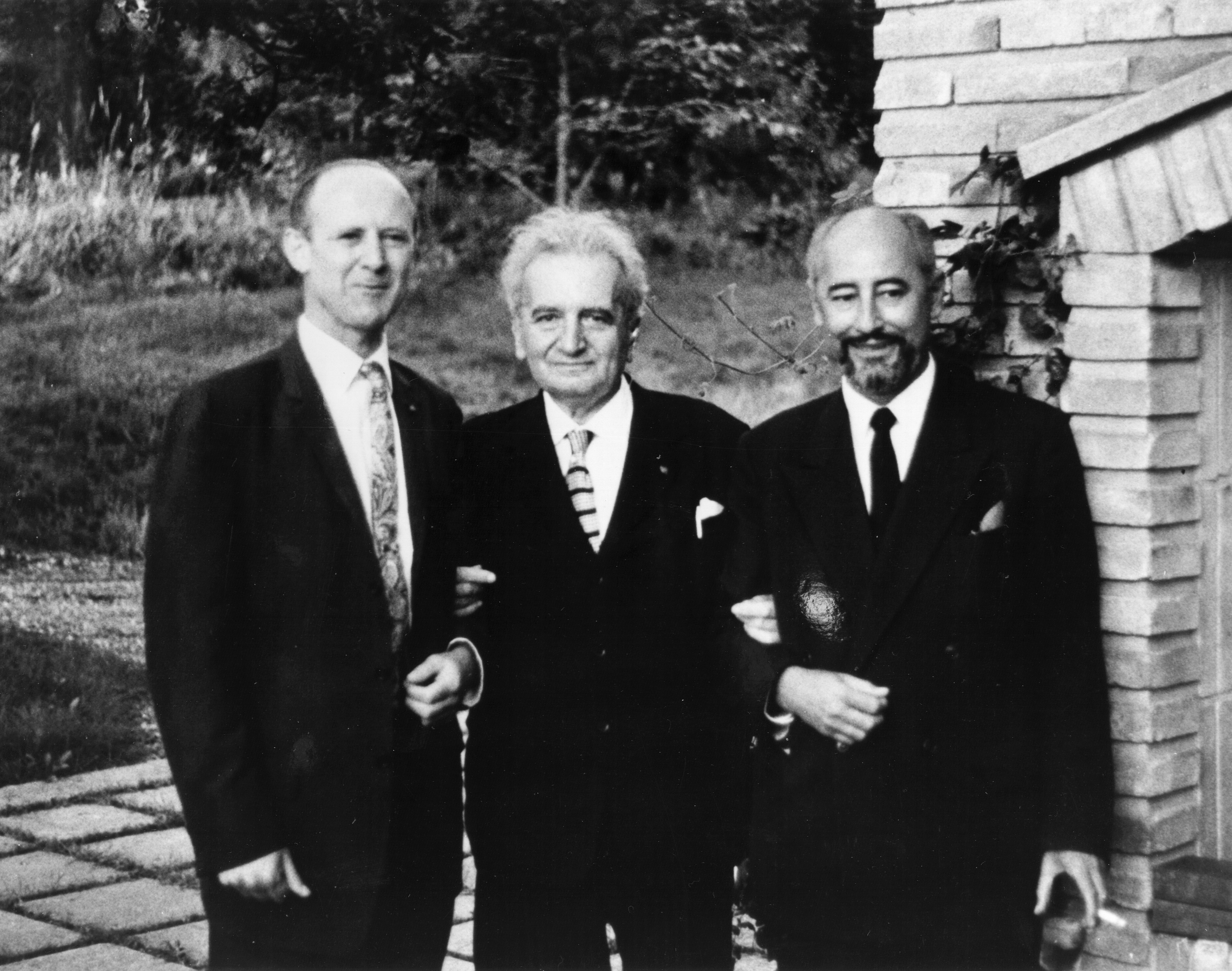
William H. Pickering, a sinistra, Theodore von Kármán al centro e Frank Malina a destra, in una foto del 1960.

Nel 1943, nel corso della seconda guerra mondiale, l'esercito statunitense chiese a von Kármán di analizzare i razzi V2, sviluppati dalla Germania nazista e da poco scoperti dallo spionaggio alleato. Il gruppo di lavoro del GALCIT guidato da von Kármán, Qian e Malina preparò per l'esercito una proposta, datata 20 novembre 1943, su come indirizzare la ricerca missilistica. In questo documento il gruppo parlò per la prima volta di se stesso come Jet Propulsion Laboratory. Nel 1944 l'esercito iniziò a finanziare il JPL, e già a fine anno il gruppo iniziò coi test missilistici nel deserto del Mojave raggiungendo circa 18 km di altitudine, raggiungendo i 60 km l'anno dopo nei pressi di White Sands nel Nuovo Messico, monitorando i dati via radio. Dagli studi sui razzi V2 tedeschi il JPL realizzò il razzo Corporal, che venne lanciato per la prima volta nel maggio 1947.
Nel 1954 il JPL collaborò col gruppo di Wernher von Braun presso l'Army Ballistic Missile Agency (ABMA) del Redstone Arsenal per lo sviluppo di un satellite in occasione dell'anno geofisico internazionale. La loro proposta non venne accettata, ma gli sforzi vennero riversati verso un nuovo progetto, consistente nel dimostrare che la testata di un razzo potesse essere fatta rientrare dallo spazio senza andare bruciata: nel biennio 1956-1957 vennero effettuate tre missioni suborbitali dimostrative, usando il vettore Jupiter-C. Il 31 gennaio 1958 l'Explorer 1, sviluppato congiuntamente dal JPL e dall'ABMA usando un razzo Jupiter-C, divenne il primo satellite artificiale lanciato dagli Stati Uniti, il terzo dopo i due Sputnik sovietici.
I successi dell'Explorer 1 portarono alla nascita della NASA nel luglio 1958, mentre il 3 dicembre 1958 l'affiliazione governativa del JPL venne trasferita dall'esercito alla NASA: il JPL divenne, così, il primo centro di ricerca e sviluppo governativo della NASA, gestito dal Caltech. Nel corso degli anni sessanta il JPL lavorò sullo sviluppo di veicoli spaziali per l'esplorazione extraterrestre, iniziando coi programmi Ranger e Surveyor. Il programma Ranger prevedeva missioni spaziali senza equipaggio destinate a scattare immagini ravvicinate del suolo lunare, mentre il programma Surveyor doveva dimostrare la fattibilità di un allunaggio, preparando la strada alle missioni del programma Apollo. Parallelamente, il JPL era impegnato anche nelle missioni del programma Mariner per l'esplorazione di Marte, Venere e Mercurio. Nel 1965 la missione Mariner 4 fu la prima a raccogliere immagini ravvicinate della superficie marziana durante il sorvolo del pianeta.

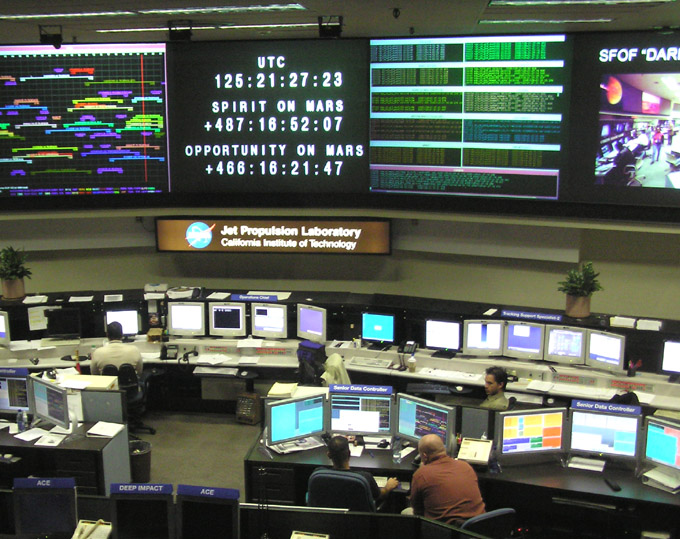
Sala di controllo del JPL a Pasadena nel 2005.

Il JPL e il Langley Research Center collaborarono per il programma Viking, che portò due sonde sulla superficie di Marte nel 1976. Tra i più grandi successi del JPL vi è il programma Voyager, che portò al lancio di due sonde spaziali nel 1977, Voyager 1 e Voyager 2: entrambe hanno osservato i pianeti Giove e Saturno, mentre la Voyager 2 è stata in grado di osservare anche i pianeti Urano e Nettuno. Entrambe le sonde Voyager continuano a trasmettere dati verso la Terra ed entrambe hanno raggiunto lo spazio interstellare, avendo Voyager 1 superato l'eliopausa nel 2012, mentre Voyager 2 l'ha fatto sei anni dopo. Per seguire tutte queste missioni e raccogliere dati, il JPL progettò e realizzò la Deep Space Network, una rete internazionale di radiotelescopi costituita da tre complessi principali situati nel deserto del Mojave, nei pressi di Madrid e nei pressi di Canberra.
Negli anni successivi il JPL patì il calo di fondi messi a disposizione della NASA dopo il programma Apollo, fondi investiti prevalentemente nello sviluppo dello Space Shuttle; di conseguenza, il JPL iniziò ad occuparsi anche di tecnologie energetiche, ma anche comunicazione e trasporto, lavorando alle dipendenze del dipartimento dell'energia statunitense. All'inizio degli anni ottanta il JPL tornò sotto il dipartimento della difesa, nel 1981 rischiò di essere chiuso quando alla NASA si pensava di interrompere le attività legate alle esplorazioni di altri pianeti, venendo, però, salvato grazie all'intervento della comunità scientifica, di alcuni membri del Congresso e dello stesso Caltech. Solamente nel 1989 avvenne il lancio delle sonde Magellano e Galileo.

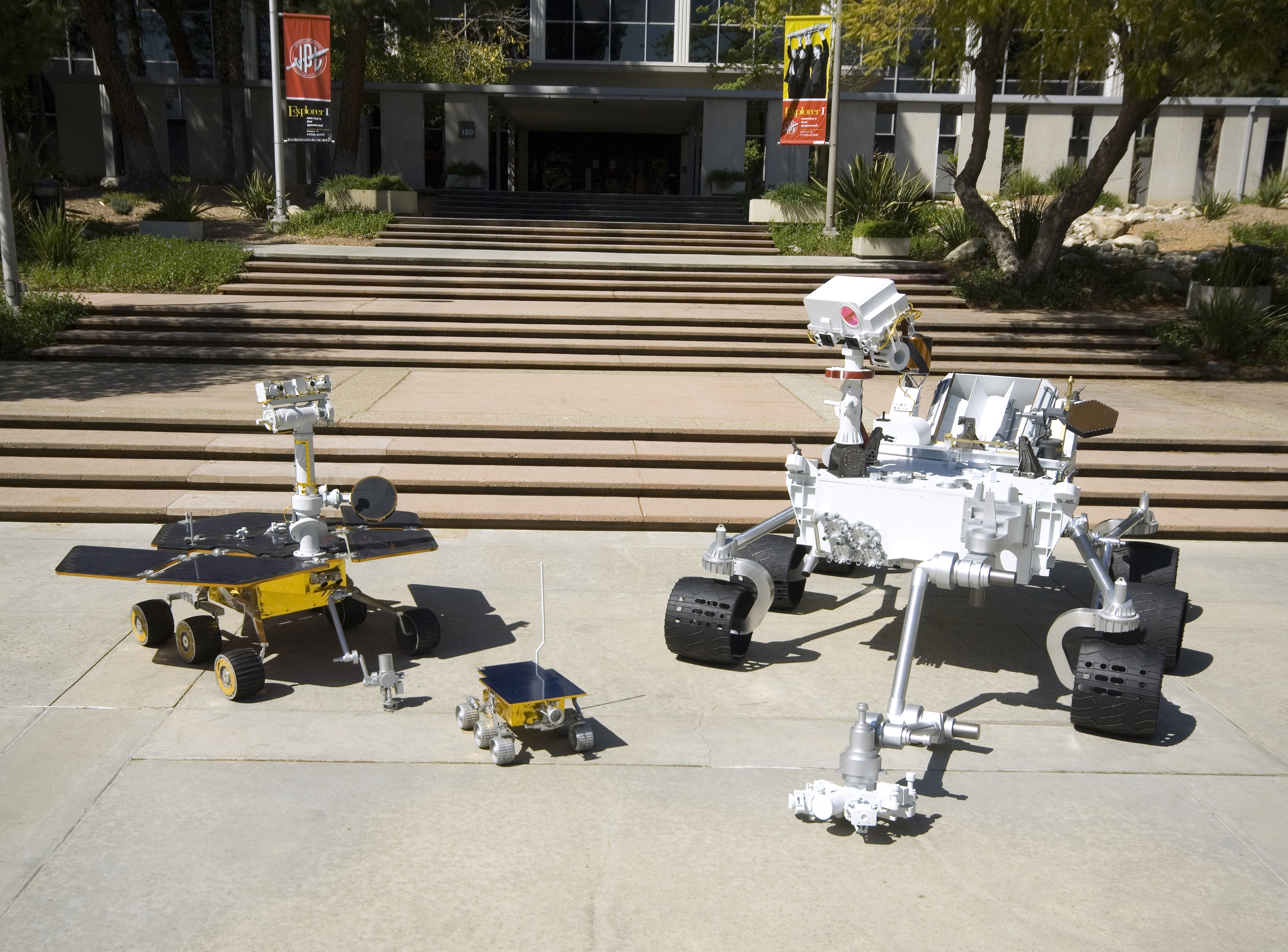
Confronto tra i rover delle missioni Mars Science Laboratory (a destra), Mars Exploration Rover (a sinistra) e il Sojourner (al centro), progettati dal JPL.

Il JPL fu inoltre coinvolto nello sviluppo di apparecchiature, quali il Wide Field and Planetary Camera (WFPC), una macchina fotografica installata sul telescopio spaziale Hubble sin dal suo lancio nel 1990, producendo immagini ad alta risoluzione di corpi celesti particolarmente brillanti. Il JPL sviluppò anche il WFPC 2, installato da astronauti nel 1993. Il JPL ha preso parte anche al progetto dell'IRAS, un telescopio spaziale dedicato ad osservazioni astronomiche nell'infrarosso.
Nel corso degli anni novanta il JPL prese parte alla missione spaziale Cassini-Huygens, destinata all'esplorazione di Saturno, delle sue lune e dei suoi anelli. La Cassini-Huygens era una missione congiunta NASA ed ESA: la NASA si occupò del razzo vettore e dell'orbiter Cassini realizzato dal JPL, mentre l'ESA si occupò del lander Huygens. La sonda venne lanciata il 15 ottobre 1997 ed arrivò nell'orbita di Saturno il 1º luglio 2004, studiando il pianeta e le sue lune fino al 2017.
Alla fine degli anni novanta la NASA tornò a rivolgere la sua attenzione verso il pianeta Marte, organizzando una serie di missioni tra le quali la Mars Pathfinder, gestita dal JPL, che portò sulla superficie marziana il rover Sojourner nel 1997, divenendo il primo veicolo a esplorare Marte. La missione aprì la strada alla politica della NASA di rilasciare immagini al pubblico quasi in diretta tramite internet. Nel 2004 arrivarono su Marte altri due rover, Spirit e Opportunity, nell'ambito della missione Mars Exploration Rover, esplorando un'area più ampia alla ricerca di tracce di acqua. L'esplorazione del pianeta rosso continuò col JPL in prima fila con la missione Mars Science Laboratory che portò il rover Curiosity sulla superficie marziana nell'agosto 2012, per poi essere seguita nel febbraio 2021 dal rover Perseverance come parte della missione Mars 2020.

## Laboratori

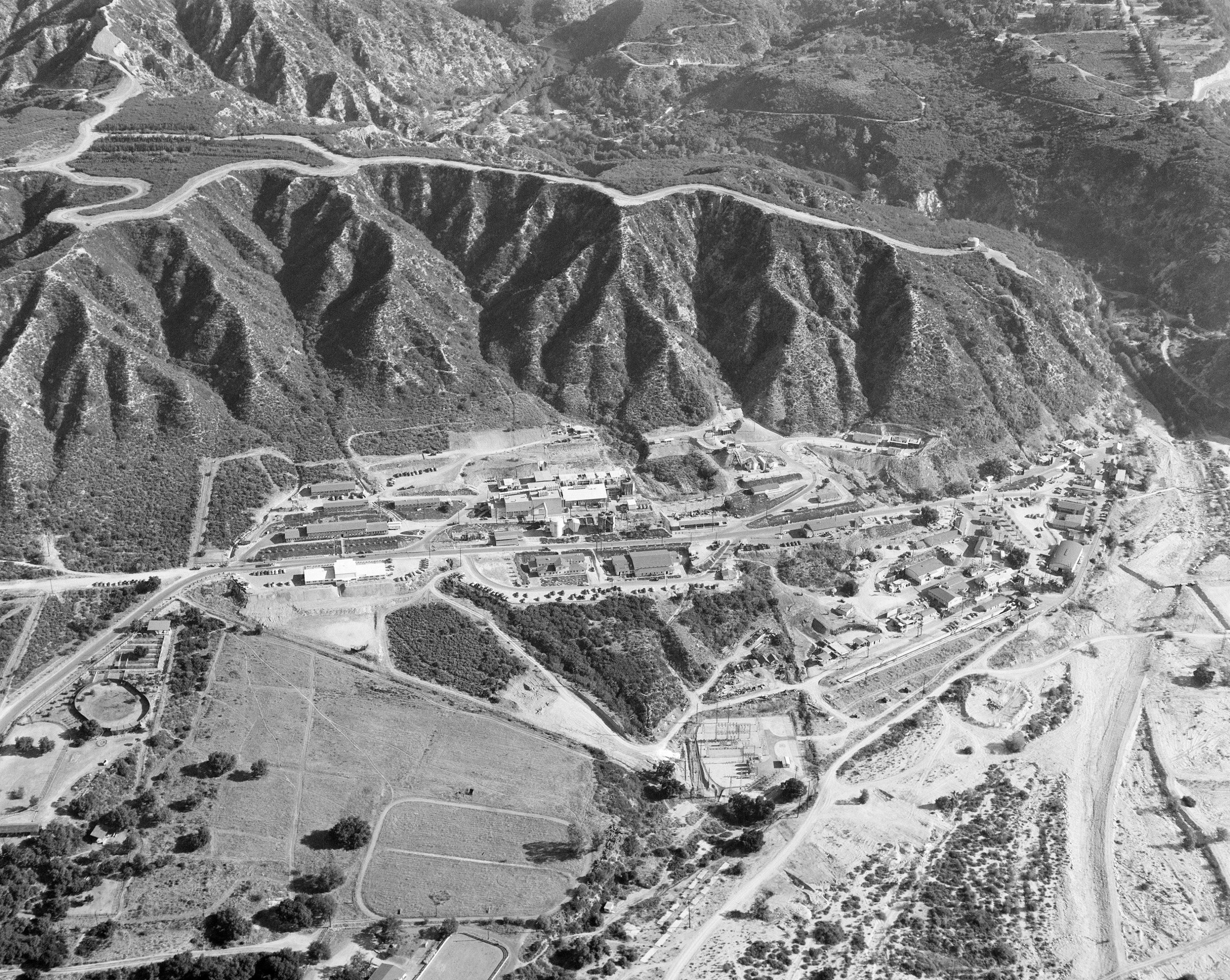
Vista aerea del JPL nel settembre 1950.

Il nucleo originale dei laboratori si trovava nell'Arroyo Seco, un canyon poco a nord del comune californiano di Pasadena. Con la successiva costruzione dei nuovi edifici, quasi tutti i 177 acri (72 ha) del campus del JPL si trovano nel comune californiano di La Cañada Flintridge, nella contea di Los Angeles, mentre la casella di posta è a Pasadena (4800 Oak Grove Drive, Pasadena, CA 91109). La gestione del laboratorio è affidata al California Institute of Technology, avente sede proprio a Pasadena.
Il laboratorio conta circa 6 000 impiegati a tempo pieno. Al budget annuale messo a disposizione del JPL concorrono prevalentemente fondi governativi proveniente dalla NASA e in minima parte fondi extra governativi. Gli anni dieci del XXI secolo hanno visto un incremento dei fondi messi a disposizione del JPL, arrivando ai 2,5 miliardi di dollari nel 2018, distribuiti sui vari progetti di ricerca e sviluppo nei quali il JPL è impegnato.
Il JPL ha creato nel 2003 il Museum & Informal Education Alliance con l'obiettivo di mettere a disposizione per i propri membri materiale NASA a scopi educativi e formativi.

## Progetti e missioni
I progetti più recenti che hanno visto coinvolto il JPL sono la Sonda Galileo (che ha raggiunto Giove), e i rover marziani (tra cui Mars Pathfinder del 1997 e i Mars Exploration Rovers del 2003). Finora, il JPL ha mandato sonde spaziali a esplorare tutti i pianeti del sistema solare. Inoltre ha promosso molte missioni per la mappatura del pianeta Terra. Il JPL controlla anche il Deep Space Network, che ha infrastrutture nel deserto del Mojave, a Madrid (Spagna) e a Canberra (Australia). Tra gli altri progetti vi sono il rover Low-Density Supersonic Decelerator e quello per il progetto Astrobiology Field Laboratory.

### Missioni spaziali
Di seguito una lista in ordine cronologico delle missioni spaziali più significative a cui ha preso parte il JPL.
- Programma Explorer
- Programma Surveyor
- Programma Mariner
- Programma Pioneer
- Programma Viking
- Programma Voyager
- Sonda Magellano
- Sonda Galileo
- Deep Space 1 e 2
- Mars Global Surveyor
- Missione spaziale Cassini-Huygens
- Mars Pathfinder
- Sonda Stardust
- 2001 Mars Odyssey
- Mars Exploration Rover
- Telescopio spaziale Spitzer
- Mars 2020

## Direttori
Il direttore del JPL ha anche il ruolo di vice presidente del California Institute of Technology e viene nominato dal presidente dello stesso Caltech. Di seguito la lista dei direttori del JPL.
- Theodore von Kármán, dal 1938 al 1944
- Frank Malina, dal 1944 al 1946
- Louis Dunn, dal 1946 al 1954
- William H. Pickering, dal 1954 al 1976
- Bruce C. Murray, dal 1976 al 1982
- Charles H. Terhune, 1982 come facente funzioni
- Lew Allen, dal 1982 al 1990
- Edward C. Stone, dal 1991 al 2001
- Charles Elachi, dal 2001 al 2016
- Michael M. Watkins, dal 2016